# Universidade Hachemita
A Universidade Hachemita é uma instituição de ensino superior  privada localizada em Zarqa, na Jordania. Foi criada em 1992.